# Matchmaker
Agencia matrimonial ("Matchmaker") es el séptimo episodio de la primera temporada de Cómo conocí a vuestra madre. Este capítulo se estrenó el 7 de noviembre de 2005. 

## Trama
Robin hace un reportaje en Soluciones para el amor, una agencia matrimonial. Robin y Barney recomiendan a Ted que pruebe el servicio pero él no está interesado. Finalmente Barney engaña a Ted para ir de todas maneras. Ellen Pierce, la mujer a cargo del servicio, atrapa a Barney, sabiendo que él está buscando sólo una noche de aventura con una mujer desesperada. Ella promete y convence a Ted de que realmente puede encontrarle un alma gemela en tres días. Después de cinco días Ted regresar a la agencia para saber porqué no le llama y descubre que sus posibilidades de encontrar a su alma gemela son nulas. La compatible más cercana con Ted ya tiene pareja. Ted investiga y descubre que ella es una dermatóloga y pide una cita para verla. Cuando va a la consulta descubre que ella está comprometida y se casará en unos días. Él le dice que, si las cosas cambian, él está disponible. La doctora llama a Ted y él piensa que las cosas han cambiado, pero no es así, ella le informa que le encontró algo en la piel tras su visita. Él revela el por qué se visitó, y ella le dice que no cree en esos servicios, a pesar de que él era una 9.6 para ella, su real alma gemela sería un 10 perfecto. Él regresa a Soluciones para el amor y descubre que él no tiene un alma gemela y que la agencia está en ruinas, ya que el éxito del 100% ya no existe. Ted, sin embargo, tiene esperanza que encontrará a su alma gemela. 
Mientras tanto, Marshall y Lily han descubierto a una extraña criatura en el apartamento. Cuando lo ven por primera vez huyen, Lily cree que es una cucaracha, mientras que Marshall cree que es un ratón. Unos días más tarde lo ven nuevamente, y lo intentan matar con un repelente de insectos y una guía telefónica. Vuelven a huir cuando la guía comienza a moverse (creyendo que la criatura no ha muerto), pero la pueden ver bien. La criatura es descrita como un animal de seis patas, antenas y un exoesqueleto, pero también tiene pelo, bigotes, y una cola, y es del tamaño de una patata. Marshall y Lily lo llaman el "cucaratón". Robin es escéptica con respecto al tema, pero finalmente lo ve, y Marshall intenta llevarlo al departamento de biología en la Universidad de Columbia. Cuando llega Marshall, descubre que el "cucaratón" ha escapado, y debe seguir en el apartamento. Robin finalmente ve a la criatura, y le tira su bebida. Cuando llega Marshall lo atrapa y lo tira por la ventana. Para su sorpresa, el "cucaratón" vuela. Luego ven que la criatura quiere volver a la casa y cierran la ventana, se golpea en el vidrio y cae.